# Libro de Kells
El Libro de Kells (en inglés, Book of Kells; en irlandés, Leabhar Cheanannais) es un manuscrito iluminado que data aproximadamente del año 800 d. C., creado por monjes celtas en Kells, un pueblo de Irlanda. También es conocido como el Gran Evangeliario de San Columba. Este manuscrito es considerado una de las obras más significativas del cristianismo celta y del arte hiberno-sajón. A pesar de estar inconcluso, se destaca como uno de los manuscritos iluminados más suntuosos que han perdurado desde la Edad Media. Su belleza y la calidad técnica de su elaboración han llevado a numerosos especialistas a considerarlo uno de los vestigios más importantes del arte religioso medieval.
El Libro de Kells está escrito en latín y contiene los cuatro Evangelios del Nuevo Testamento, así como notas preliminares y explicativas, acompañadas de numerosas ilustraciones y miniaturas coloreadas. Actualmente, el manuscrito se encuentra expuesto permanentemente en la biblioteca del Trinity College de Dublín, Irlanda, bajo la referencia MS 58.

## Historia

### Orígenes
El Libro de Kells fue creado por los monjes de la orden de San Columba en Iona, Escocia, aunque el lugar exacto de su elaboración sigue siendo objeto de debate. Las teorías sobre su origen abarcan desde su producción en la isla de Iona hasta Kells, en Irlanda, y Lindisfarne, en Gran Bretaña. Es probable que el manuscrito se iniciara en Iona y luego se trasladara a Kells para protegerlo de los ataques vikingos, que asaltaron Iona por primera vez en el año 795 d. C., poco después de atacar el Priorato de Lindisfarne.
Una incursión vikinga en el 806 d. C. resultó en la muerte de 68 monjes en Iona, lo que llevó a los supervivientes a abandonar la abadía y trasladarse a Kells. Se considera que el Libro de Kells pudo haber acompañado a estos monjes durante su traslado y que su finalización tuvo lugar en Irlanda. La afirmación común de que San Columba (521-597 d. C.) fue el autor o poseedor del libro es insostenible, dado que el manuscrito no fue creado antes del año 800 d. C.; sin embargo, es indudable que fue producido por miembros posteriores de su orden.
La determinación exacta del lugar y de la fecha de realización del manuscrito se ha prestado a multitud de debates. Según la tradición, el libro habría sido redactado en la época de San Columba, quizá incluso por él mismo. Sin embargo, estudios paleográficos han demostrado la falsedad de esta hipótesis, puesto que el estilo caligráfico usado en el Libro de Kells se desarrolló con posterioridad a la muerte de Columba.
Se cuenta con al menos cinco teorías diferentes acerca del origen geográfico del manuscrito. En primer lugar, el libro podría haber sido escrito en Iona y trasladado urgentemente a Kells, lo que explicaría que nunca hubiera sido terminado. Por el contrario, su redacción podría haberse iniciado en Iona antes de ser continuada en Kells, donde habría sido interrumpida por alguna razón desconocida. Otros investigadores aventuran que el manuscrito bien podría haber sido totalmente escrito en el scriptorium de Kells. Una cuarta hipótesis sitúa la creación original de la obra en el norte de Inglaterra, posiblemente en Lindisfarne, antes de su traslado a Iona y luego a Kells. El Libro de Kells, finalmente, podría haber sido la realización de un monasterio indeterminado en Escocia. Aunque esta cuestión probablemente no llegue a resolverse nunca de manera satisfactoria, la segunda teoría basada en el doble origen de Kells e Iona es generalmente la más aceptada. Por otra parte, más allá de determinar la hipótesis correcta, está firmemente establecido que el Libro de Kells fue realizado por monjes pertenecientes a una de las comunidades de San Columba, que mantenía estrechas relaciones, si no más, con la Abadía de Iona.
El Libro de Kells tiene unas dimensiones de 33 x 25 cm (13 x 10 pulgadas) y está compuesto por páginas de vitela adornadas con imágenes pintadas, acompañadas de texto en latín escrito en letra insular con tintas de diversos colores. Contiene los evangelios completos de Mateo, Marcos y Lucas, así como una parte del evangelio de Juan, además de índices, referencias cruzadas, resúmenes y comentarios. Originalmente, el manuscrito estaba encuadernado con una cubierta de oro y joyas, la cual se perdió tras el robo del libro en el año 1007. La encuadernación decorativa, tanto en la parte delantera como en la trasera, fue arrancada por los ladrones, lo que resultó en la pérdida de algunos folios en los extremos. Es posible que durante este incidente se extraviara también la última parte del Evangelio de Juan.  El estilo plenamente conseguido de las coloraciones sitúa el Libro de Kells entre las obras más tardías de esta serie, hacia finales del siglo VIII o principios del IX, o sea en la misma época que el Libro de Armagh. La obra respeta la mayoría de las normas iconográficas y estilísticas presentes en estos escritos más antiguos: por ejemplo, la forma de las letras decoradas que inician cada uno de los cuatro Evangelios es asombrosamente regular entre todos los manuscritos de las islas británicas compuestos en esta época. Para convencerse de ello, basta con examinar las páginas introductorias al Evangelio de Mateo en los Evangelios de Lindisfarne (aquí) y compararlas con las del Libro de Kells.
Los monjes produjeron manuscritos ilustrados entre los siglos V y XIII d. C. Con el tiempo, a partir del siglo XIII, surgieron libreros profesionales para satisfacer la creciente demanda de obras literarias. La vida monástica llevó a que los monjes fueran los primeros copistas y creadores de libros, y cada monasterio debía poseer una biblioteca, según las reglas de San Benito del siglo VI. Si bien algunos monjes llegaron con sus propios libros, muchos otros fueron prestados y copiados.
Los monjes participaban en todos los aspectos de la fabricación de libros, desde la cría de animales para obtener las pieles hasta el proceso de encuadernación. Los scriptores trabajaban en espacios llamados scriptorium, donde se sentaban en mesas inclinadas para escribir. No se permitía el uso de velas o lámparas por razones de seguridad. Una vez procesada la vitela, se cortaban las hojas a medida y se trazaban líneas para guiar el texto, dejando espacios para ilustraciones. Un monje escribía el texto en tinta negra, que luego era corregido por otro que añadía títulos en tinta azul o roja antes de pasar la página al ilustrador, quien incorporaba imágenes y detalles en oro o plata. Los monjes utilizaban plumas y fabricaban tinta negra hirviendo hierro y corteza de árbol, mientras que otros colores se obtenían de plantas y sustancias naturales.
Es posible que el Evangelio de Juan nunca haya sido copiado en su totalidad. Existen evidencias que sugieren que el Libro de Kells es un manuscrito inacabado, ya que presenta páginas en blanco y faltan algunas ilustraciones, las cuales podrían haberse perdido. Este trabajo fue realizado por tres escribas anónimos, identificados actualmente como Mano A, Mano B y Mano C. Era común que varios escribas colaboraran en un mismo manuscrito, incluso en una única página, para revisar y corregir los errores de otros o para ilustrar textos ya copiados.
El Libro de Kells debe su nombre a la abadía, situada en Kells, en el condado de Meath de Irlanda. La abadía, donde se conservó el manuscrito por un largo periodo de la Edad Media, fue fundada a principios del siglo IX, en la época de las invasiones vikingas. Los monjes procedían del monasterio de Iona, una isla de las Hébridas situada frente a la costa oeste de Escocia. Iona albergaba una de las comunidades monásticas más importantes de la región desde que San Columba, el gran evangelizador de Escocia, la hubiera designado su principal centro de irradiación en el siglo VI. Cuando la isla Iona se tornó demasiado peligrosa debido a la multiplicación de incursiones vikingas, la mayoría de los monjes partieron hacia Kells, que se convirtió, así, en el nuevo centro de las comunidades fundadas por Columba.
El Libro de Kells es el más ilustre representante de un grupo de manuscritos realizados entre finales del siglo VI y principios del IX, en monasterios de Irlanda, Escocia y el norte de Inglaterra. Se cuenta entre ellos el Cathach de San Columba, la Ambrosiana Orosius o el Libro de Durrow, pertenecientes todos al siglo VII. A principios del siglo VIII se realizan los Evangelios de Durham, los Evangelios de Echternach, los Evangelios de Lindisfarne y los Evangelios de Lichfield. Todos estos manuscritos presentan similitudes desde el punto de vista del estilo artístico, de la escritura y de las tradiciones escritas, lo cual ha permitido reagruparlos en la misma familia.

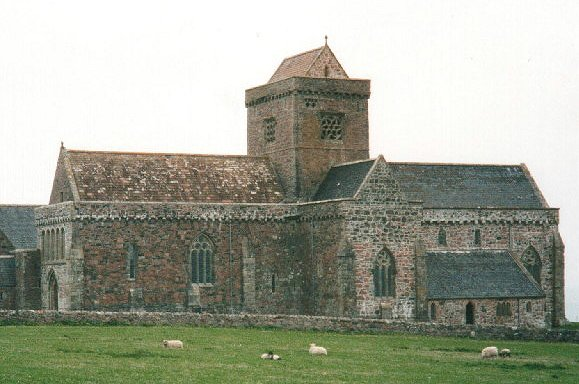
La Abadía de Iona.

### Época medieval
Fuera cual fuera el lugar en que fue redactado, los historiadores están totalmente seguros de la presencia del Libro de Kells en la abadía del mismo nombre como mínimo a partir del siglo XII, o incluso a principios del siglo XI. Un pasaje de los Anales de Ulster, sobre el año 1006, informa en efecto que «el gran Evangelio de Columcille  [i.e Columba], principal reliquia del mundo occidental, fue sustraído subrepticiamente en plena noche de una sacristía de la gran iglesia de piedra de Cenannas [i.e Kells] debido a su precioso estuche». El manuscrito fue encontrado meses más tarde «bajo un montón de tierra», aligerado de su cobertura decorada con oro y piedras preciosas. Si se asume, como generalmente se hace, que el manuscrito en cuestión es el Libro de Kells, se trata entonces de la primera fecha en la que se puede ubicar con certeza la obra en Kells.
El arranque violento de la cobertura explicaría, además, la pérdida de algunas hojas del principio y el final de la obra.
En el siglo XII, se copiaron ciertos documentos referentes a tierras propiedad de la abadía de Kells sobre algunas hojas en blanco del Libro de Kells, lo que proporciona una nueva confirmación de la presencia de la obra en este establecimiento monástico. Debido a la escasez de papel en la Edad Media, la copia de documentos en obras tan importantes como el Libro de Kells era una práctica habitual.

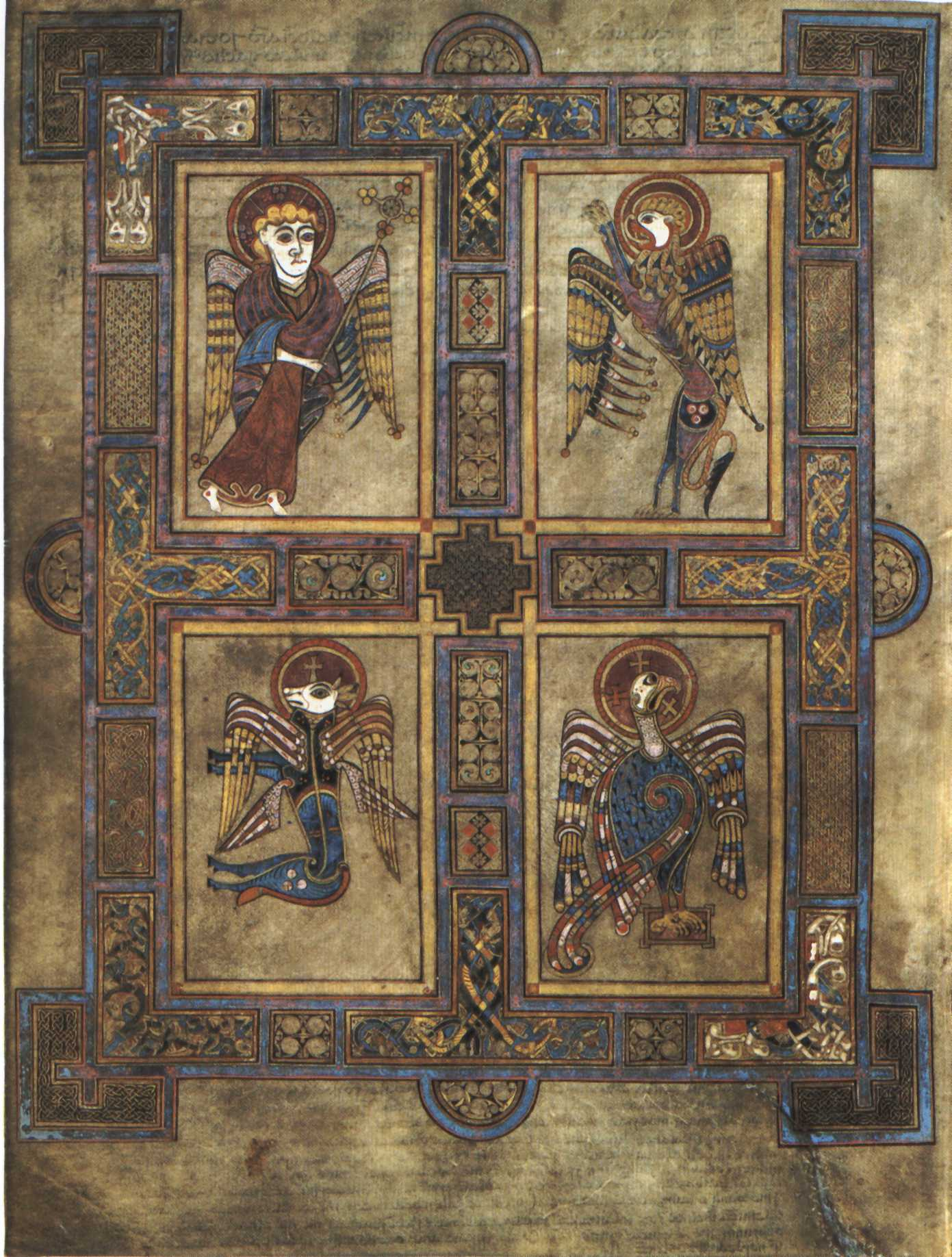
El folio 27º contiene los cuatro símbolos evangélicos.

Un escritor del siglo XII, Giraldus Cambrensis (Gerardo de Gales), describe en un célebre pasaje de su Topographia Hibernica un gran libro evangélico que habría admirado en Kildare, cerca de Kells, y que se supone sería el Libro de Kells. La descripción, en todo caso, parece concordar:
«Este libro contiene la armonía de los cuatro evangelistas buscada por Jerónimo, con diferentes ilustraciones casi en cada página que se distinguen por variados colores. Aquí podéis ver el rostro de majestad, divinamente dibujado, aquí los símbolos místicos de los evangelistas, cada uno con sus alas, a veces seis, a veces cuatro, a veces dos; aquí el águila, allí el toro, allá el hombre y acullá el león, y otras formas casi infinitas. Observadlas superficialmente con una mirada ordinaria, y pensaréis que no son más que esbozos, y no un trabajo cuidadoso. La más refinada habilidad está toda ella alrededor vuestro, pero podríais no percibirla. Mirad con más atención y penetraréis en el corazón mismo del arte. Discerniréis complejidades tan delicadas y sutiles, tan llenas de nudos y de vínculos, con colores tan frescos y vivaces, que podríais deducir que todo esto es obra de un ángel, y no de un hombre.»
Dado que Gerardo informa haber visto este libro en Kildare, podría ser que se tratara de otra obra igual en calidad pero hoy perdida. Más probablemente, Gerardo podría simplemente haber confundido Kells y Kildare.
La abadía de Kells fue disuelta tras las reformas eclesiásticas del siglo XII. La iglesia de la abadía fue transformada entonces en iglesia parroquial, aunque conservó el Libro de Kells.

### Época moderna
El Libro de Kells permaneció en Kells hasta 1654. Ese año, la caballería de Oliver Cromwell estableció una guarnición en la iglesia local, y el gobernador de la villa envió el manuscrito a Dublín para mayor seguridad. El libro fue presentado a los universitarios del Trinity College en 1661 por un tal Henry Jones, quien se convertiría en obispo de Meath bajo el reinado de Carlos II. Salvo contadas ocasiones como exposiciones temporales, el Libro de Kells nunca más ha abandonado el Trinity College. Desde el siglo XIX es objeto de una exposición permanente y abierta al público en la Vieja Biblioteca (Old Library) de la universidad.
En el siglo XVI, los números de capítulo de los Evangelios, establecidos oficialmente en el siglo XIII por el Arzobispo de Canterbury, Stephen Langton, fueron añadidos en los márgenes de las páginas en números romanos. En 1621, las hojas fueron numeradas por el obispo de Meath, James Ussher. En 1849, la reina Victoria y el príncipe Alberto fueron invitados a firmar el libro: en realidad firmaron sobre una hoja añadida posteriormente, y que se creía auténtica. Esta hoja fue retirada cuando se reencuadernó el libro en 1953.
El manuscrito se ha reencuadernado varias veces a lo largo de los siglos. En una de estas ocasiones, en el siglo XVIII, las páginas fueron mutiladas sin consideración, comportando la pérdida de una pequeña parte de las ilustraciones. En 1895 se realizó una nueva encuadernación, pero se deterioró muy rápidamente. Sobre el final de los años 1920, se conservaban separadas del manuscrito varias hojas sueltas. Finalmente, en 1953, la obra fue reencuadernada en cuatro volúmenes por Roger Powell, quien se ocupó asimismo de alisar con delicadeza algunas páginas que se habían deformado.
En el año 2000, el volumen que contiene el Evangelio según Marcos fue enviado a Canberra, en Australia, para una exposición dedicada a los manuscritos iluminados. Era la cuarta vez que el Libro de Kells viajaba al extranjero para ser expuesto. Desgraciadamente, durante el viaje, el volumen sufrió «desperfectos menores» en su pigmentación. Se supone que las vibraciones producidas por los motores del avión podrían haber sido la causa.
La biblioteca del Trinity College de Dublín, la más antigua de Irlanda, cerrará a finales de 2025 para llevar a cabo una profunda remodelación destinada a proteger sus más de 200,000 volúmenes, entre los cuales se encuentra el famoso Libro de Kells. Una vez completado el vaciado de la Old Library, este manuscrito medieval será trasladado a un edificio restaurado del siglo XVIII. Mientras tanto, se ha inaugurado una instalación temporal en el campus universitario conocida como el Pabellón Rojo, que alberga The Book of Kells Experience, una experiencia multimedia que permite a los visitantes explorar la historia de las colecciones más destacadas de la biblioteca, incluyendo obras de autores como William Shakespeare y Jonathan Swift. Esta construcción temporal permanecerá en el Trinity College hasta 2029, momento en el cual se prevé que inicie una gira por universidades de todo el mundo.

### Reproducciones

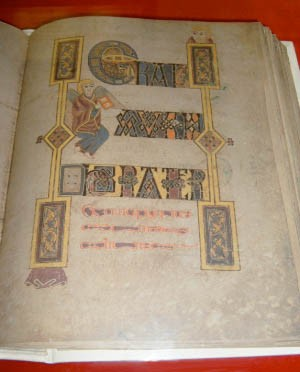
El folio 183º del facsímil de 1990 : Erat autem hora tercia (era la hora tercia).

En 1951, la editorial suiza Urs Graf-Verlag Bern realizó una edición facsimilar del Libro de Kells. La mayoría de las páginas se reprodujeron en fotografías en blanco y negro, y se imprimieron cuarenta y ocho páginas (las que tenían decoraciones en toda la página) en color.
En 1979, Éditions Facsimilé Lucerne (), otra editorial suiza, solicitó autorización para producir un facsímil totalmente en color. La oferta fue inicialmente rechazada por los responsables del Trinity College, que temían que el manuscrito sufriera daños durante la operación. En 1986, a raíz de la puesta a punto de un cuidadoso dispositivo de aspiración que permitía tender y fotografiar las páginas sin tener que tocarlas, el editor obtuvo por fin luz verde. Después de fotografiar cada página, se preparaba una copia para comparar atentamente los colores con los del original, para realizar los ajustes que fueran necesarios. En 1990 se publicó el facsímil en dos volúmenes con, por una parte, el facsímil propiamente dicho y por otra un tomo de comentarios redactados por especialistas. La iglesia de Kells (de la Iglesia de Irlanda), en el lugar del antiguo monasterio, dispone de un ejemplar. Está igualmente disponible una versión en CD-ROM que contiene todas las páginas escaneadas, así como otras informaciones.

## Descripción
El Libro de Kells contiene los cuatro Evangelios constitutivos del cristianismo, precedidos de prólogos, resúmenes y transiciones entre ciertos pasajes. Está redactado en mayúsculas con un estilo caligráfico típicamente insular, con tinta negra, roja, malva y amarilla. El manuscrito consta actualmente de 340 hojas en pergamino, llamadas folios. La mayoría de estos folios eran en realidad parte de hojas más grandes, los bifolios, que se doblaron en dos para formar dos folios. Varios de estos bifolios fueron agrupados y cosidos para obtener los cuadernos. Puede suceder que un folio no forme parte de un bifolio y sea una simple hoja suelta insertada en un cuaderno.
Se estima que se han perdido una treintena de páginas: desde 1621, el examen de la obra que realizó James Ussher contabilizaba solo 344 páginas. Las hojas existentes están agrupadas en treinta y ocho cuadernos, cada uno de ellos contienen de cuatro a doce hojas (es decir, de dos a seis bifolios); lo más habitual es encontrar cuadernos de diez hojas. Las páginas más decoradas se corresponden a menudo con hojas sueltas. Por otra parte, parece que se habían trazado líneas sobre los folios, a veces por los dos lados, para facilitar el trabajo de escritura de los monjes: los orificios de aguja y los trazos pueden aún apreciarse en ciertos lugares. El pergamino es de gran calidad, aunque está trabajado de manera desigual: algunas hojas tienen un espesor parecido al del cuero, mientras que otras son de una delgadéz casi translúcida. El manuscrito tiene 33 cm de largo por 25 cm de ancho, siendo este un tamaño estándar, aunque estas dimensiones no se alcanzaron hasta el siglo XVIII, época en la cual se recortaron un poco las hojas. La zona de texto cubre aproximadamente 25 cm de largo por 17 de ancho, y cada página de texto contiene entre dieciséis y dieciocho líneas. Sin embargo, el libro parece inconcluso, en la medida en que algunas ilustraciones parecen simples esbozos.

### Contenido
En su estado actual, el Libro de Kells ofrece, después de algunos escritos introductorios, el texto integral de los Evangelios según Mateo, según Marcos y según Lucas. El Evangelio según Juan está reproducido hasta el versículo 17:13. El resto de este Evangelio, así como una parte de escritos preliminares, son imposibles de encontrar; probablemente se perdieron a causa del robo del manuscrito en el siglo IX. Lo que queda de los escritos preliminares consta de dos fragmentos de listas de nombres hebreos contenidos en los Evangelios, los Breves causae y los Argumenta de los cuatro Evangelios y, finalmente, las tablas canónicas de Eusebio de Cesarea. Es bastante probable, como en el caso de los Evangelios de Lindisfarne o del Libro de Durrow, que una parte de los textos perdidos incluyera la carta de San Jerónimo al papa Dámaso I, llamada Novum opus, en la que Jerónimo justificaba la traducción de la Biblia al latín. Puede suponerse también, aunque con mucha más cautela, que los textos contenían la carta de Eusebio llamada Plures fuisse, donde el teólogo enseña el uso correcto de las tablas canónicas.
Se cuenta entonces con dos fragmentos de listas conteniendo nombres hebreos: uno se encuentra en el anverso del primer folio, y el otro, en el folio 26, está de momento al final de los textos de introducción al Evangelio de Juan. El primer fragmento contiene el final de la lista destinada al Evangelio según Mateo, habida cuenta de que el principio de la lista debía ocupar otras dos hojas, hoy perdidas. El segundo fragmento muestra la cuarta parte de la lista para el Evangelio de Lucas; seguramente las tres cuartas partes restantes debían ocupar otras tres hojas. Ahora bien, la estructura del cuaderno en cuestión hace altamente improbable la idea de que puedan faltar tres hojas entre los folios 26 y 27, lo que induce a pensar que el segundo fragmento no está en su sitio original. No queda ningún rastro de las listas de los Evangelios de Marcos y Juan.
Al primer fragmento de lista le siguen las tablas canónicas de Eusebio de Cesarea. Estas tablas, anteriores a la traducción de la Biblia en lengua latina (la Vulgata), se crearon para comparar y cruzar los cuatro Evangelios. Eusebio procedió a la división de los Evangelios en capítulos y creó las tablas, que debían permitir al lector situar un episodio dado de la vida de Cristo en cada uno de los cuatro textos. Se extendió la costumbre de incluir las tablas canónicas en los textos preliminares de la mayoría de las copias medievales de la Vulgata. Sin embargo, las tablas del Libro de Kells se revelan inútiles puesto que el amanuense las condensó hasta el punto de hacer un amasijo confuso. Además, los números de los capítulos nunca se consignaron en los márgenes del texto, lo que vuelve imposible encontrar las secciones a las cuales las tablas hacen referencia. Los motivos de este olvido permanecen oscuros: puede ser que los monjes hubieran decidido no insertar los números hasta que las ilustraciones estuvieran terminadas, con lo cual la no finalización del manuscrito tuvo como consecuencia posponer sine die esta operación. La omisión bien pudiera haber sido deliberada, a fin de no alterar la belleza de la obra.
Las Breves causae y los Argumenta pertenecen a una tradición manuscrita anterior a la Vulgata. Las Breves causae son, de hecho, resúmenes de antiguas traducciones de los Evangelios en latín, y se dividen en capítulos numerados. Esta numeración, como en el caso de las tablas canónicas, no se usa en el cuerpo del manuscrito. Se trata esta vez de una elección muy comprensible, en la medida en que los números de los capítulos correspondientes a viejas traducciones hubieran sido difíciles de armonizar con el texto de la Vulgata. En cuanto a los Argumenta, son colecciones de leyendas dedicadas a los cuatro Evangelistas. El conjunto de estos escritos está dispuesto en un orden extraño: en primer lugar se encuentran las Breves causae y los Argumenta sobre Mateo, seguidos de los de Marcos. Llegan entonces, de manera bastante inesperada, los Argumenta de Lucas y Juan, seguidos a continuación de las Breves causae de estos dos apóstoles. Este inhabitual orden es el mismo que el adoptado en el Libro de Durrow. En otros manuscritos insulares, como los Evangelios de Lindisfarne, el Libro de Armagh o los Evangelios de Echternach, cada Evangelio se trata separadamente y se precede de todos sus escritos introductorios. Esta repetición fiel del esquema del Libro de Durrow ha llevado al investigador T. K. Abbot a concluir que el amanuense de Kells debía tener entre las manos el manuscrito en cuestión o, al menos, un esquema común.

### Texto y escritura
El Libro de Kells contiene el texto de los cuatro Evangelios en latín según la Vulgata, sin ser una copia exacta de esta última: se encuentran numerosas variantes con respecto a la Vulgata, principalmente cuando se usan traducciones latinas más antiguas en vez del texto de San Jerónimo. Estas variantes se encuentran sistemáticamente en todos los manuscritos medievales de Gran Bretaña, y presentan diferencias de una obra a otra. En efecto, los monjes, a falta de un ejemplar preexistente, debían trabajar sin duda de memoria.
El manuscrito está escrito en letras mayúsculas, excepto algunas minúsculas, mayoritariamente las c o las s. La historiadora de arte Françoise Henry ha identificado como mínimo tres amanuenses que contribuyeron a la obra, a los que ha llamado «Mano A», «Mano B» y «Mano C».
- La Mano A habría realizado principalmente los folios 1º a 19º y 276º a 289º, antes de retomar su trabajo desde el folio 307º hasta el fin del manuscrito. El amanuense Mano A utiliza a menudo una tinta de color marrón bastante habitual en Europa, y escribe entre dieciocho y diecinueve líneas por página.
- La Mano B se reconoce desde el folio 19º al 26º y del 124º hasta el 128º; tiende a utilizar letras minúsculas, prefiere una tinta roja, malva o negra y escribe un número más variable de líneas en cada página.
- A la Mano C, finalmente, se le atribuye el resto del manuscrito y ha contribuido a la obra de una manera bastante dispersa: tiene tendencia a usar más minúsculas que Mano A; sin embargo, usa la misma tinta marrón y escribe casi siempre diecisiete líneas por página.

#### Errores
Existen varias diferencias entre el texto del Libro de Kells y el normalmente aceptado por los Evangelios, por ejemplo:
- En la genealogía de Jesús, que empieza en Lucas 3, 23, Kells nombra erróneamente un antepasado adicional.
- En Mateo 10, 34b, debería leerse "non veni pacem mittere, sed gladium" (no he venido a traer la paz, sino la espada). Sin embargo, en vez de "gladium" ("espada"), en el manuscrito de Kells se ha escrito "gaudium" ("alegría"); así, la traducción queda no he venido a traer la paz, sino la alegría. Probable distracción del copista.

### Decoración
El manuscrito contiene páginas totalmente llenas de motivos ornamentales de una complejidad extraordinaria, así como pequeñas ilustraciones que acompañan a las páginas de texto. El Libro de Kells utiliza una rica paleta de colores, con malva, rojo, rosa, verde y amarillo entre los más usados. A título comparativo, las ilustraciones del Libro de Durrow están realizadas sólo con cuatro colores. De forma totalmente sorprendente, y a pesar del prestigio con el cual los monjes han querido rodear la obra, no hicieron uso de pan de oro o plata para adornar el manuscrito. Los pigmentos necesarios para las ilustraciones fueron importados de todos los rincones de Europa, y fueron objeto de profundos estudios: el negro se obtuvo de las velas, el rojo brillante del rejalgar, el amarillo del oropimente y el verde esmeralda de la malaquita pulverizada. El costosísimo lapislázuli, de coloración azul, procede del noreste de Afganistán.
Las miniaturas son más ricas y numerosas que en cualquier otro manuscrito bíblico de Gran Bretaña. Se cuentan diez páginas llenas de miniaturas que han sobrevivido a la prueba del tiempo, además de dos retratos de evangelistas, tres representaciones de los cuatro símbolos de los evangelistas, una página cuyos motivos recuerdan un tapiz, una miniatura de la Virgen y el Niño, otra miniatura de Cristo en el trono y, finalmente, dos últimas miniaturas dedicadas al juicio y a la tentación de Jesús. Por otro lado, existen otras trece páginas repletas de miniaturas acompañadas en esta ocasión por un breve texto: en particular, es el caso del inicio de cada Evangelio. Ocho de las diez páginas dedicadas a las tablas canónicas de Eusebio de Cesárea están también ricamente ilustradas. Además de todas estas páginas, se contabiliza en el conjunto de la obra un gran número de decoraciones más pequeñas o de iniciales iluminadas.
El manuscrito, en su estado actual, empieza con un fragmento de la lista de nombres hebreos, que ocupa la primera columna del anverso del folio 1. La otra columna de este folio está ocupada por una miniatura de los cuatro símbolos de los evangelistas, hoy levemente borrada. La miniatura está orientada de tal manera que el libro debe girarse 90 grados para examinarla. El tema de los cuatro símbolos de los evangelistas está presente del inicio al fin de la obra: casi siempre se los representa juntos, con el objetivo de subrayar y afirmar la unidad del mensaje de los cuatro evangelios.
La unidad de los Evangelios se ve más reforzada si cabe por la decoración de las tablas canónicas de Eusebio de Cesárea. Estas tablas fueron concebidas para establecer la unidad de los cuatro textos, permitiendo al lector identificar los pasajes equivalentes en cada Evangelio, y normalmente ocupan doce páginas. Los copistas del Libro de Kells ya habían reservado doce páginas con este fin (folios 1º a 7º) pero, por motivos desconocidos, acabaron por condensar las tablas en diez páginas solamente, dejando así dos páginas en blanco (los folios 6º y 7º). Este reajuste convirtió las tablas en confusas e inutilizables. La decoración de las ocho primeras páginas de las tablas canónicas parece fuertemente influenciada por manuscritos más antiguos de la región mediterránea, donde la costumbre era insertar las tablas en el dibujo de un arco. Los monjes que trabajaron en el Libro de Kells emplearon este estilo, pero aportando su propia idiosincrasia: los arcos no están tratados como elementos arquitectónicos sino como motivos geométricos, decorados con motivos ornamentales típicamente insulares. Los cuatro símbolos de los evangelistas ocupan el espacio existente arriba y abajo de los arcos. Las dos últimas páginas representan las tablas en una verja, lo cual es más conforme a la tradición de los manuscritos insulares, como en el Libro de Durrow.
El resto del libro, aparte de las tablas canónicas, se divide en secciones, estando cada inicio de sección indicado por miniaturas y páginas llenas de texto decorado. En particular, cada uno de los Evangelios es introducido con miniaturas meticulosamente preparadas. Los textos preliminares están tratados como una sección de pleno derecho, recibiendo entonces una decoración suntuosa. Además de los Evangelios y los textos preliminares, el «segundo inicio» del Evangelio según Mateo tiene derecho él mismo a su propia decoración introductoria.
Los textos preliminares están introducidos por una imagen en icono de la Virgen y el Niño (folio 7º). Esta miniatura es la representación más antigua de la Virgen de entre todos los manuscritos del mundo occidental. María aparece en una rara mezcla entre una pose de frente y de tres cuartos. El estilo iconográfico de la miniatura podría proceder de un modelo ortodoxo o copto.
La miniatura de la Virgen y el Niño está en la primera página de texto, y resulta un preliminar apropiado para el inicio de las Breves causae de Mateo, que empieza por un Nativitas Christi in Bethlem (« el nacimiento de Cristo en Belén »). La primera página de las Breves causae está decorada y rodeada de un elegante marco. La combinación entre la miniatura a la izquierda y el texto a la derecha constituye asimismo una introducción muy viva y colorista a los textos preliminares. Las primeras líneas de las otras secciones de los textos preliminares fueron igualmente objeto de cuidados particulares, pero sin alcanzar el mismo nivel que el inicio de las Breves causae de Mateo.
El Libro de Kells fue concebido para que cada Evangelio dispusiera de decoraciones introductorias altamente elaboradas. Originalmente, cada uno de los cuatro textos estaba precedido de una miniatura a toda página que contenía los cuatro símbolos de los evangelistas, seguida de una página en blanco. Acto seguido aparece, frente a las primeras líneas ricamente decoradas del texto, el retrato del evangelista correspondiente. El Evangelio según Mateo ha conservado el retrato de su evangelista y su página de símbolos evangélicos (véase más arriba el folio 27º). En el Evangelio según Marcos falta el retrato del evangelista, pero su página de símbolos ha perdurado hasta nuestros días. Desafortunadamente, el Evangelio según Lucas no ha conservado ninguno de los dos. Finalmente, el Evangelio según Juan, como el de Mateo, ha conservado a la vez el retrato de Juan (véase aquí al lado el folio 291º) y su página de símbolos. Probablemente, las páginas que faltan existieron pero se han perdido. En cualquier caso, el uso sistemático de todos los símbolos de los evangelistas al principio de cada Evangelio es tremendamente sorprendente, haciendo un fuerte hincapié en la unidad del mensaje evangélico.
La decoración de las primeras palabras de cada Evangelio está primorosamente trabajada. Las páginas correspondientes, de hecho, parecen tapices: las ilustraciones son tan elaboradas que el texto se torna ilegible. La página de inicio del Evangelio según Mateo (véase arriba el folio 29º), es un ejemplo: sólo tiene dos palabras, «Liber generationis» («el libro de la generación»). El lib de Liber se ha desarrollado en un monograma gigante que domina toda la página. El er de Liber está representado por un entrelazado de ornamentos con la b del monograma lib. La palabra Generationis se extiende por tres líneas diferentes insertándose en un marco sofisticado a la derecha inferior de la página. Todo el conjunto está agrupado por un elegante ribete. Este ribete y las mismas letras están además decoradas con espirales y nudos, a menudo zoomorfos. Las primeras palabras del Evangelio de Marcos, Initium evangelii («Principio del Evangelio», véase al lado) y del de Juan, «» («En el principio era el Verbo»), fueron objeto de tratamientos similares. Estas ornamentaciones, aunque particularmente trabajadas en el Libro de Kells, se encuentran sin embargo en todos los evangeliarios de las islas británicas.
El Evangelio según Mateo, como marca la norma, empieza con una genealogía de Jesús: el relato propiamente dicho de la vida de Cristo no empieza hasta el versículo 1:18, que se lo considera por este motivo como el «segundo inicio» de este Evangelio. El Libro de Kells trata este segundo inicio con un énfasis digno de un texto aparte. Esta parte del Evangelio de Mateo empieza por la palabra «Cristo», que los manuscritos medievales tenían por costumbre abreviar con las letras griegas Xi y Ro.
Este "monograma Xi Ro", más conocido como "monograma de la Encarnación", fue objeto de un cuidado especial en el Libro de Kells, hasta invadir el folio 34º en su totalidad. La letra Xi domina la página, con uno de sus brazos extendiéndose por una gran superficie de la hoja. La letra Ro está acurrucada bajo las formas de Xi. Ambas letras están divididas en compartimentos lujosamente decorados con entrelazados y otros motivos. Incluso el fondo del diseño está desbordado de ilustraciones entrelazadas unas con otras. Entre esta masa de ornamentos se ocultan toda clase de animales, incluyendo insectos. Finalmente, de uno de los brazos de Xi surgen tres ángeles. Esta miniatura, en el cenit de una tradición iniciada con el Libro de Durrow, se muestra como la más formidable y más cuidada de los monogramas de la Encarnación de entre todos los manuscritos bíblicos de las islas británicas. Según Claude Médiavilla, especialista en caligrafía, el monograma de la Encarnación sería probablemente «la pieza de iluminación más compleja nunca realizada [...] Ha debido exigir muchas semanas, quizá meses, de un trabajo arduo para el cuerpo y la vista».
El libro de Kells contiene otras dos miniaturas de página entera, que ilustran episodios de la Pasión de Cristo. La primera () está dedicada a su detención: Jesús, inmovilizado por dos personajes claramente más pequeños que él, está representado bajo un arco estilizado. La segunda miniatura () está consagrada a la Tentación de Cristo: Jesús, de quien no se ve más que el busto, está en la cúspide del Templo, con una muchedumbre a su derecha que posiblemente representa a sus discípulos. Debajo de él se adivina la figura tenebrosa de Satanás, mientras que dos ángeles vuelan por el cielo.
La decoración de la obra no se limita a los pasajes principales. Todas las páginas, a excepción de dos de ellas, contienen en efecto un mínimo de ornamentos. A lo largo de todo el manuscrito encontramos aquí y allá iniciales decoradas, así como pequeños personajes humanos o zoomorfos, a menudo enredados en complicados nudos. Es el arte de los entrelazos, de figuras animales y de laberintos microscópicos que se inspira entre otros en la tradición celta. El texto de las Beatitudes en el Evangelio de Mateo, por ejemplo, () se acompaña por todo lo largo del margen de una gran miniatura, en la que las letras B que empiezan cada línea se entrelazan mediante una cadena. De la misma manera, la genealogía de Cristo en el Evangelio de Lucas () aprovecha la repetición de la palabra Quien al inicio de cada línea para dibujar una cadena. A la derecha de las páginas se representan pequeños animales para colmar los vacíos ocasionados por las líneas que se desvían de su trayectoria, o simplemente para ocupar el espacio a la derecha de las líneas. No hay un motivo idéntico a otro, y ningún manuscrito anterior puede rivalizar con tal profusión de ornamentos.
Todas las ilustraciones son de gran calidad, y su complejidad sigue siendo objeto de fascinación. El examen de una de ellas, que no ocupa más que unos 2,5 cm², ha permitido contabilizar no menos de 158 entrelazos de cintas blancas ribeteadas de negro por cada lado. La sutilidad de algunas filigranas no puede apreciarse sin la ayuda de cristales de aumento, y esto teniendo en cuenta que no se ha podido disponer de los cristales de la potencia necesaria hasta varios siglos después de la realización de la obra. Estas complicadas operaciones de entrelazado fueron realizadas asimismo en el mismo periodo sobre metal o piedra, y han conocido una notable longevidad: muchos de estos motivos se usan en la actualidad, por ejemplo en joyas o en tatuajes.

## Uso
El Libro de Kells tenía un fin sacramental y no educativo. Un evangeliario tan grande y lujoso debía dejarse en el altar mayor de la iglesia, y usarse solamente para leer pasajes de los Evangelios en la misa. Aunque es probable que el sacerdote oficiante no leyera realmente el manuscrito, sino que recitara de memoria. A este respecto, es interesante remarcar que el robo de la obra en el siglo XI, según los Anales de Ulster, haya tenido lugar en la sacristía, donde se guardaban las copas y otros accesorios litúrgicos, y no en la biblioteca de la abadía. La elaboración del libro parece haber integrado esta dimensión, haciendo del manuscrito un objeto muy bello pero muy poco práctico. Por otra parte, el texto contiene numerosos errores no corregidos, y otros indicios dan testimonio del ligero compromiso con la exactitud del contenido: líneas demasiado grandes a menudo se continúan en los espacios libres por encima o por debajo, y los números de capítulo necesarios para poder usar las tablas canónicas no se insertaron. En general, no se hizo nada que hubiera podido perturbar la belleza formal de las páginas: lo estético se ha priorizado por encima de la utilidad.

## En la cultura popular
En 2009 fue estrenada la película de animación The Secret of Kells (El secreto del libro de Kells), de Tomm Moore, cuyo tema central trata la historia del libro en una coproducción de 75 minutos de duración, rodada entre Irlanda, Canadá y Bélgica.
También es mencionado en Las partículas elementales, libro de 1998 del autor Michael Houellebecq.

## Galería de folios
Un facsímil digital del Libro de Kells puede ser descargado desde aquí.

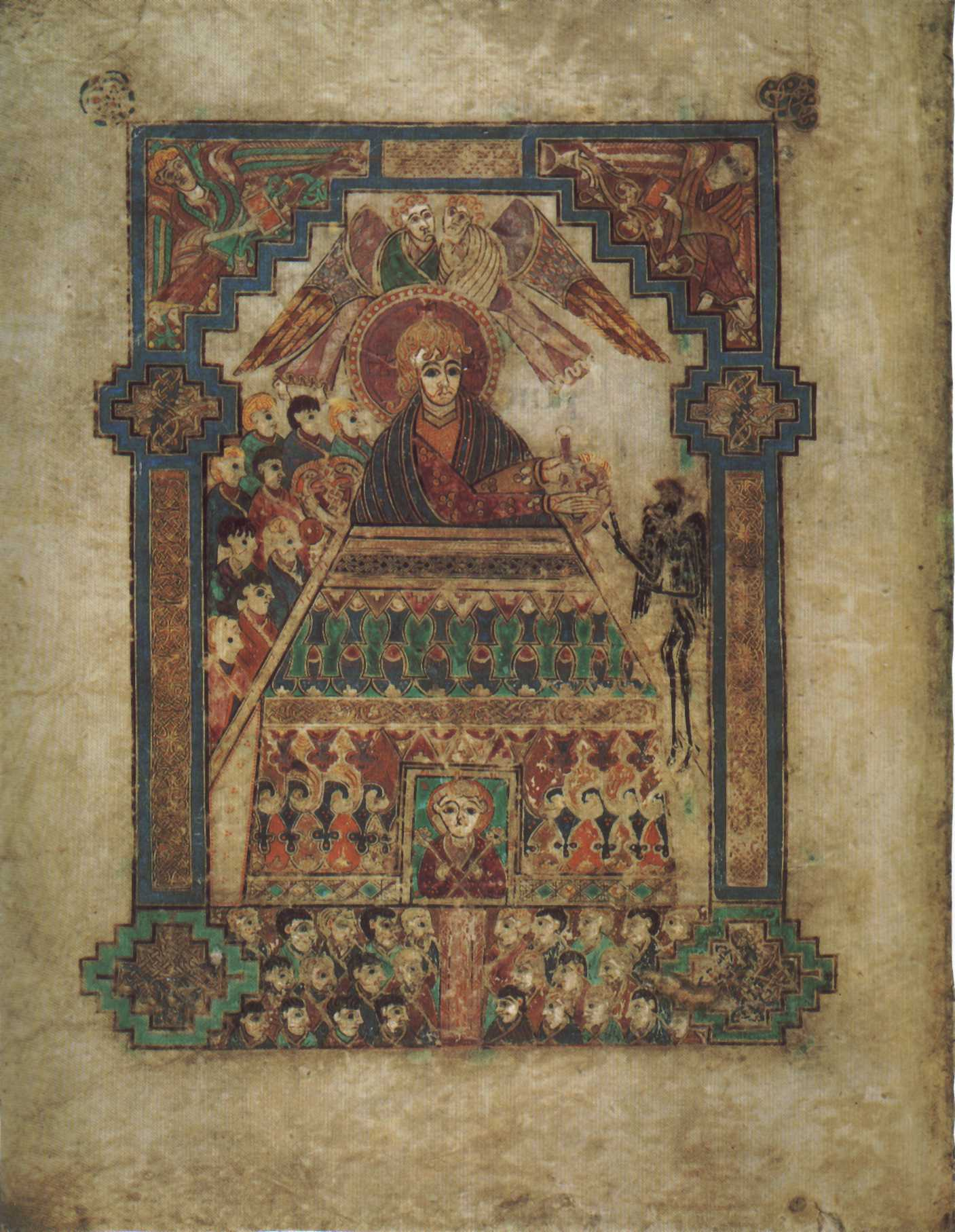
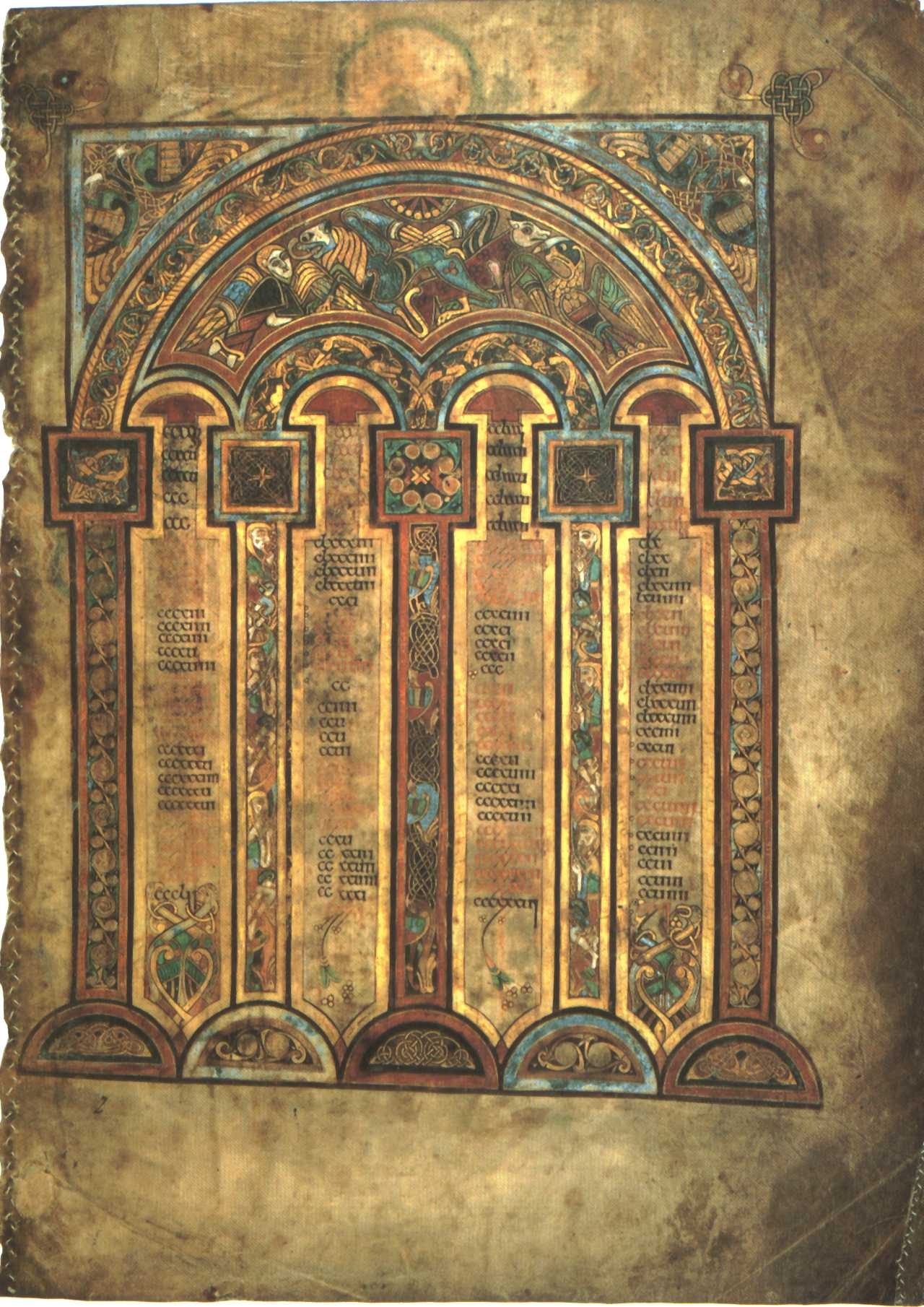
El folio 2º contiene una de las tablas canónicas de Eusebio de Cesárea.
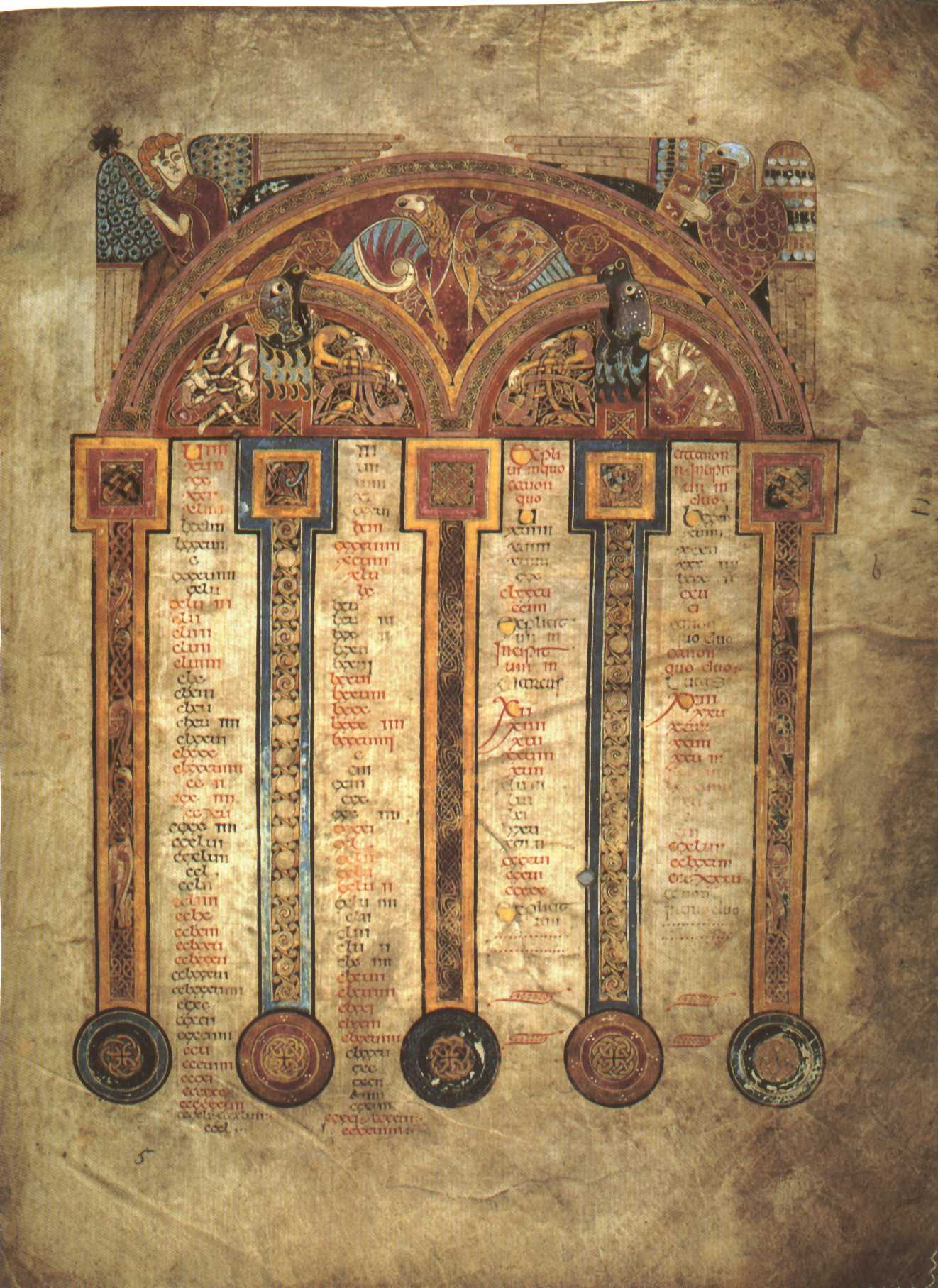
El 5º folio es una de las páginas dedicadas a las tablas canónicas de Eusebio de Cesarea.
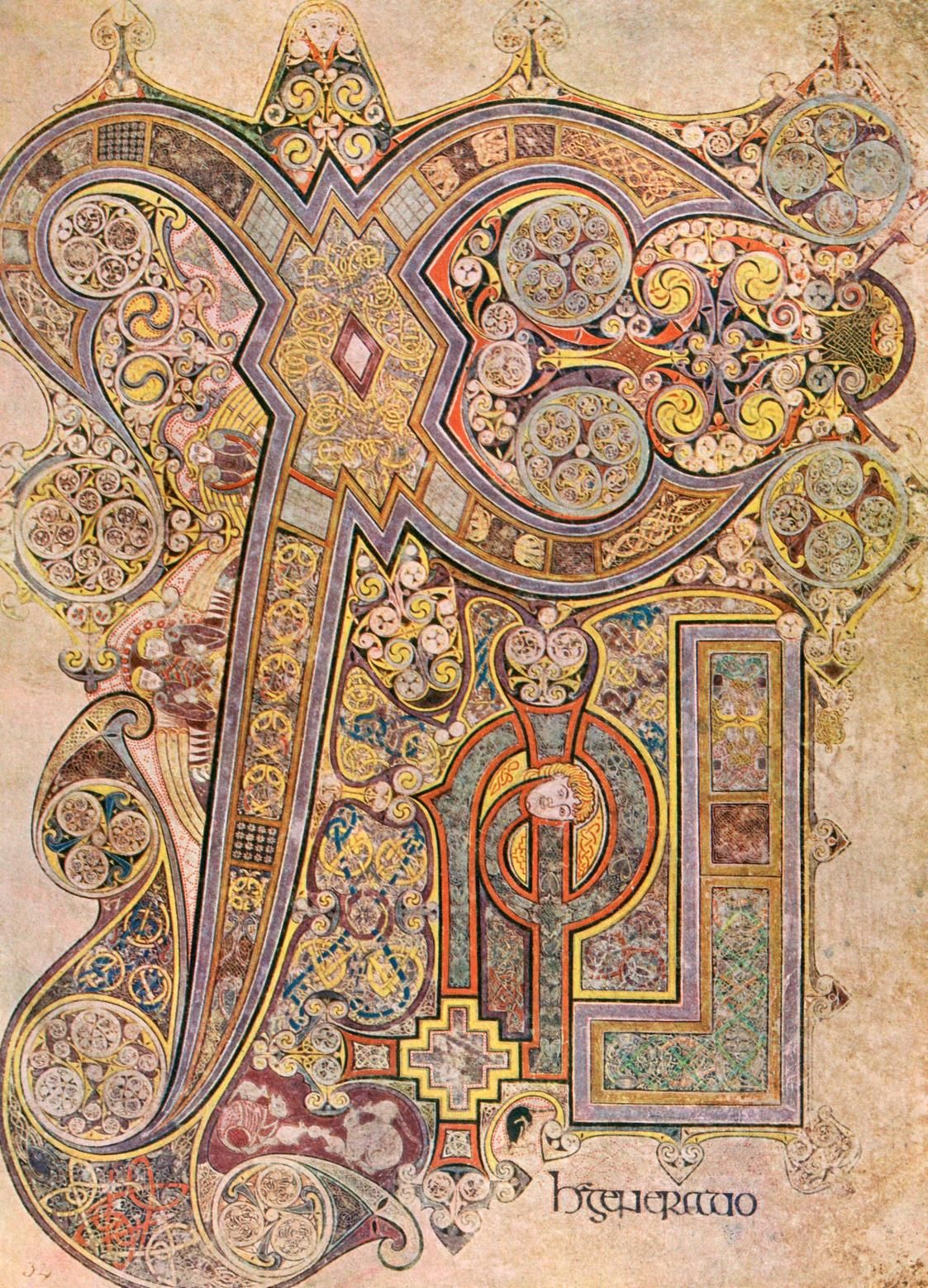
En el folio 34º aparece el célebre monograma de la Encarnación, compuesto por las letras Xi (Χ) y Ro (Ρ), que son las dos primeras letras de la palabra Cristo en griego (ΧΡΙΣΤΟΣ).
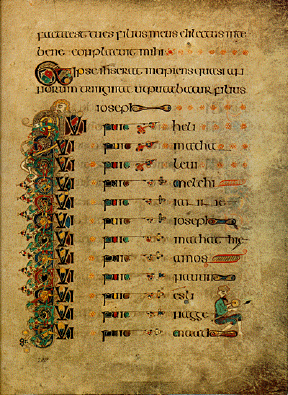
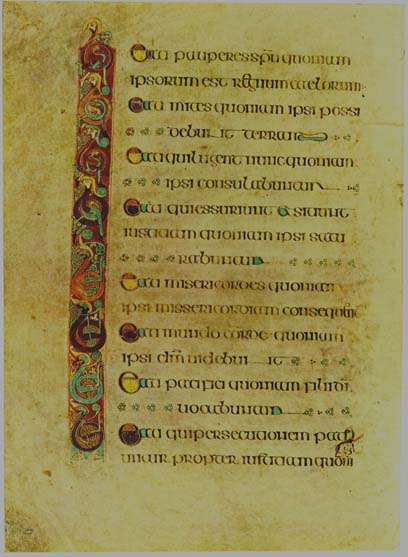
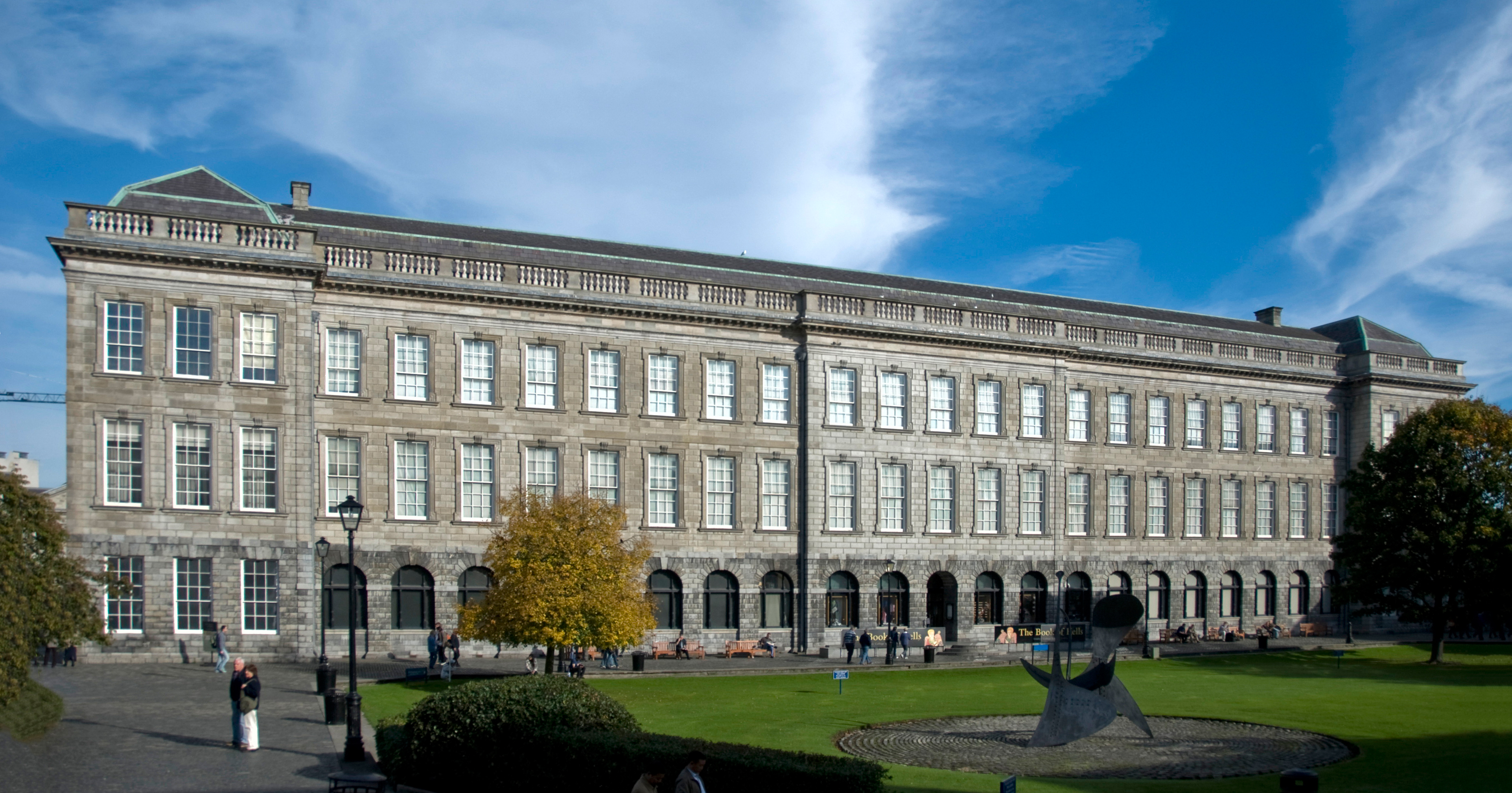
La Old Library del Trinity College de Dublín, lugar donde se conserva el Libro de Kells.
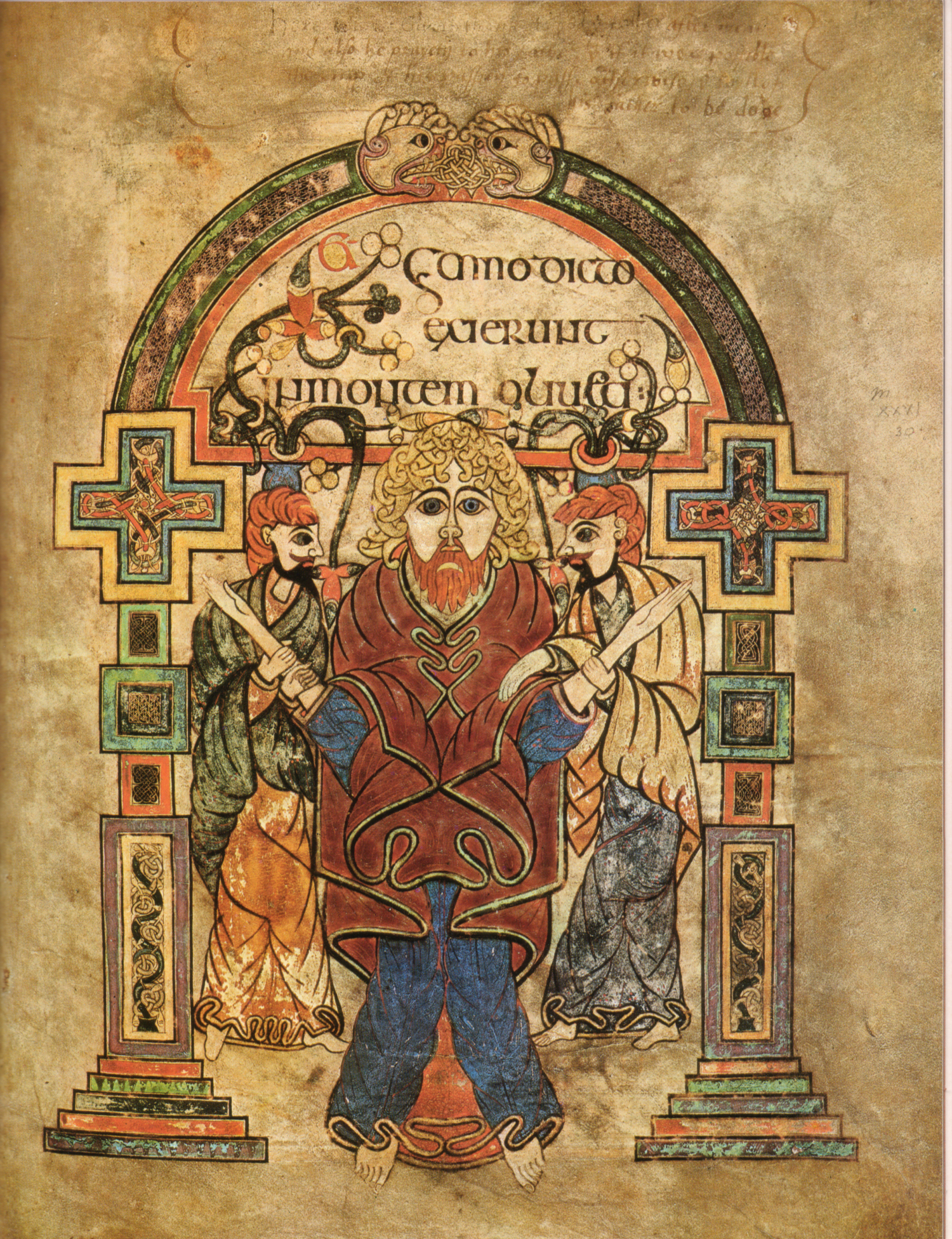
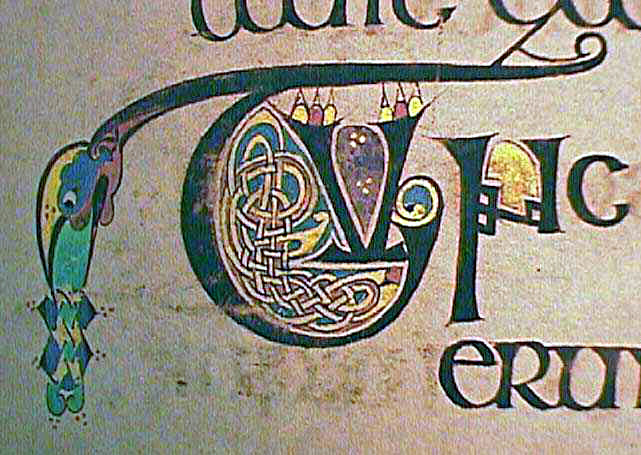
Casi todos los folios del Libro de Kells tiene al menos pequeñas miniaturas como esta inicial decorada.
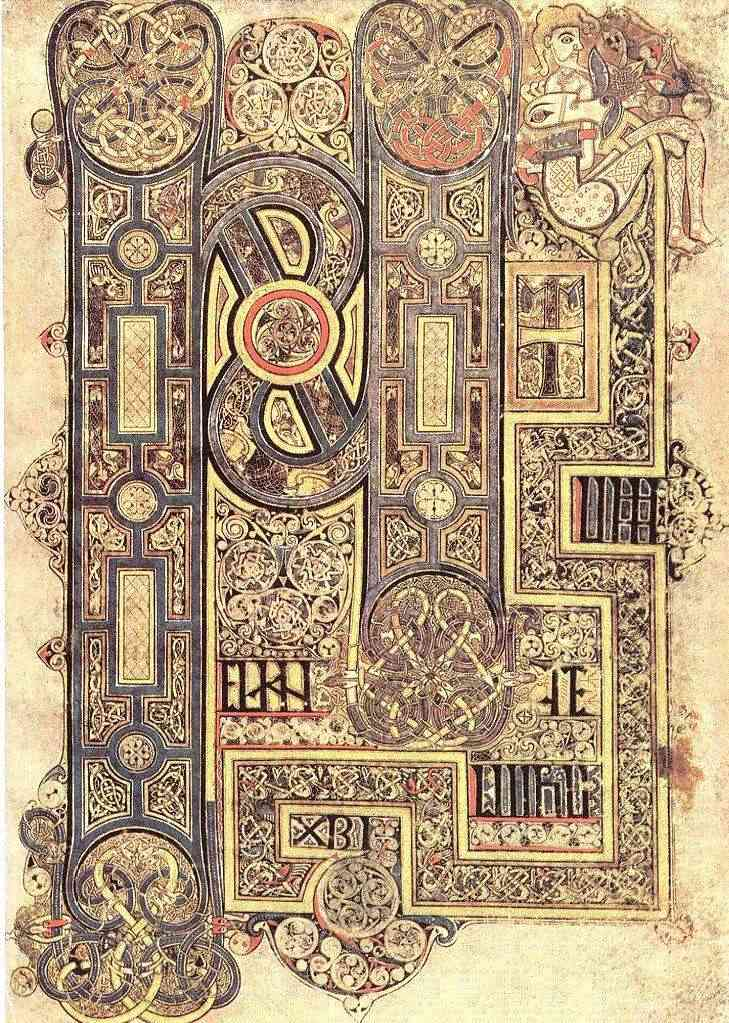
El folio 30º alberga el incipit del Evangelio según Marcos.
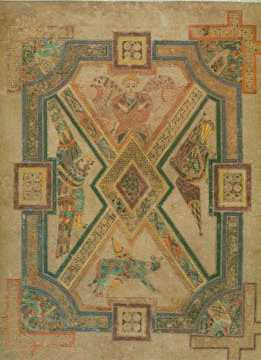
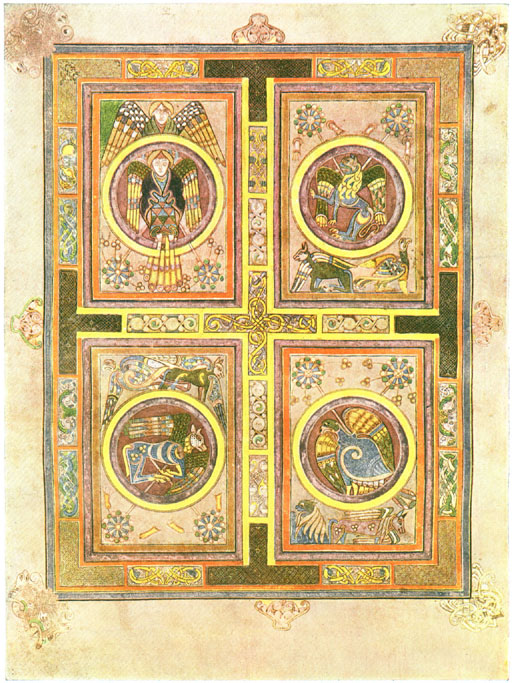
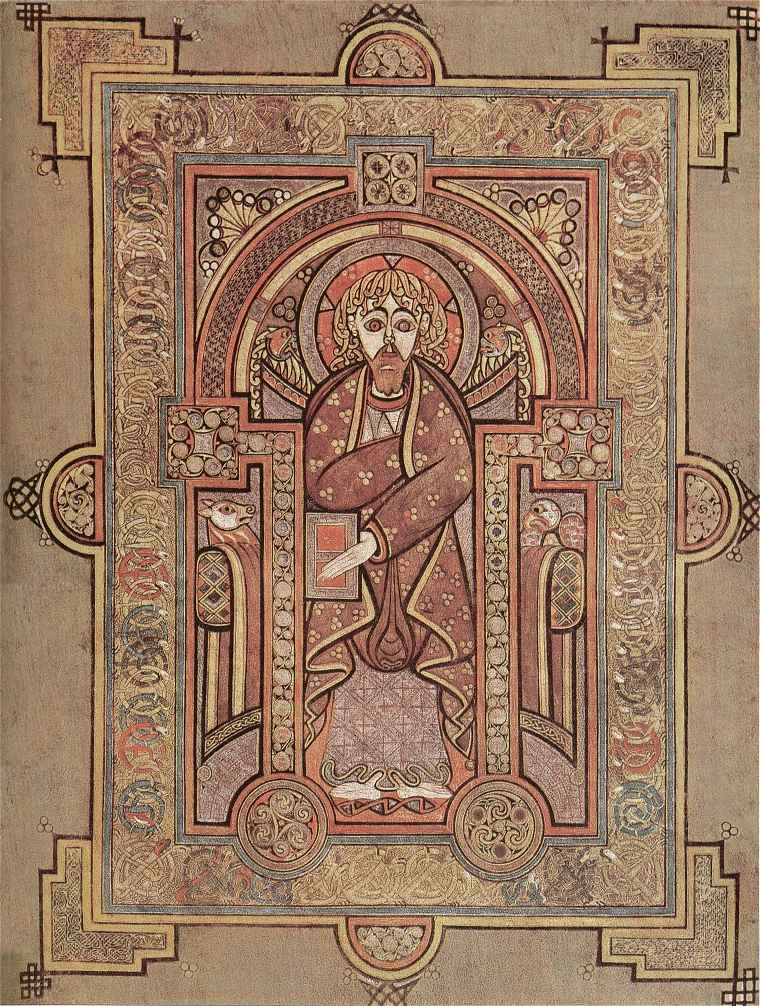
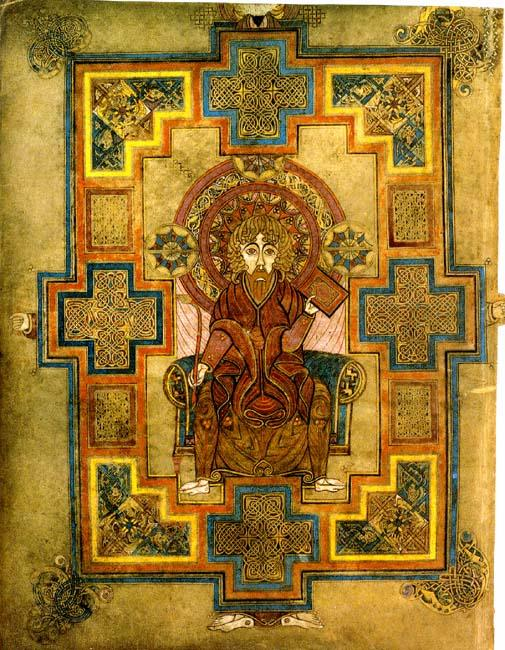
El folio 291º contiene un retrato de Juan.
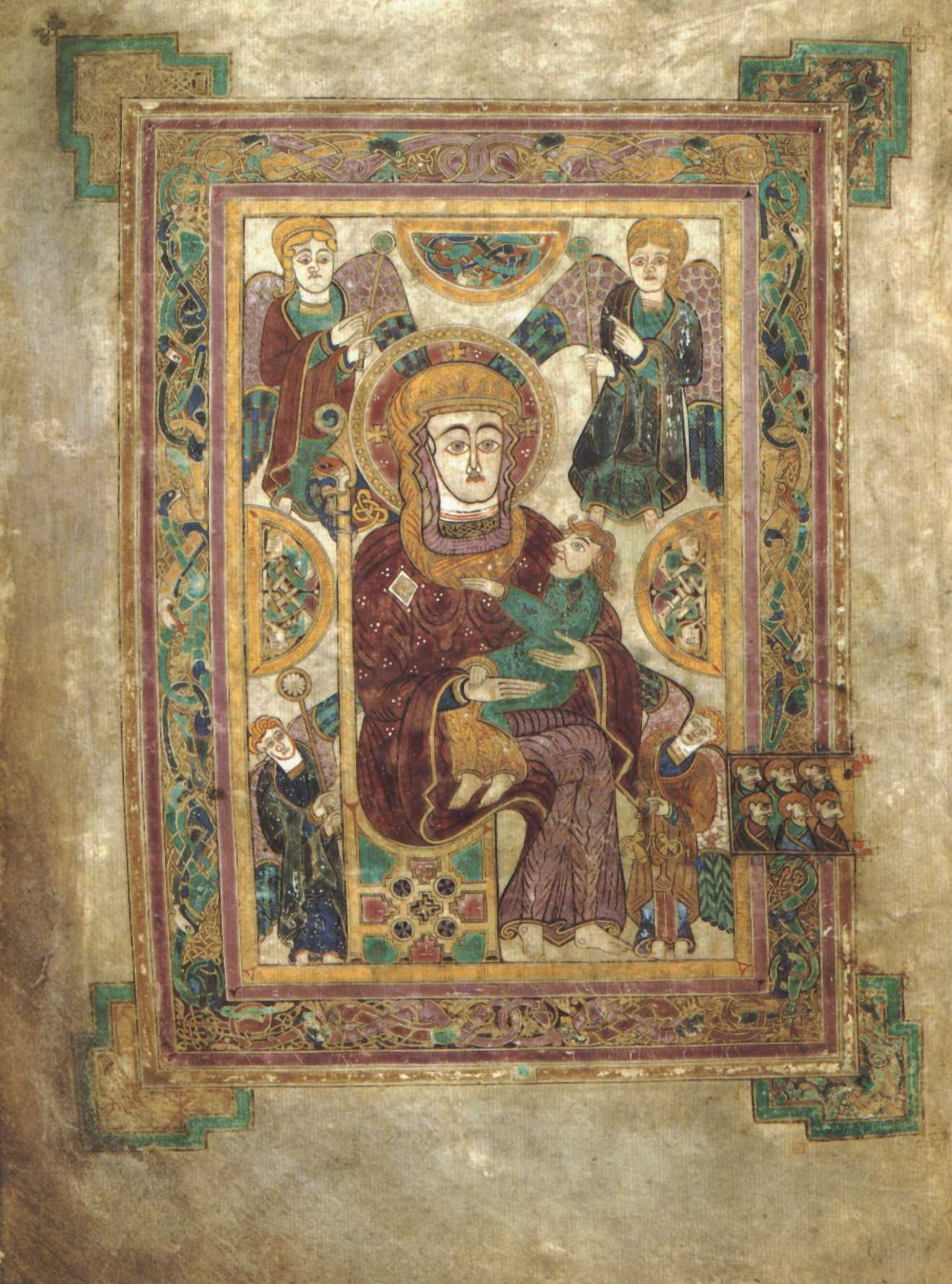
El folio 7º está ilustrado con una imagen de la Virgen y el Niño. Se trata de la más antigua representación existente de la Virgen María en un manuscrito occidental.
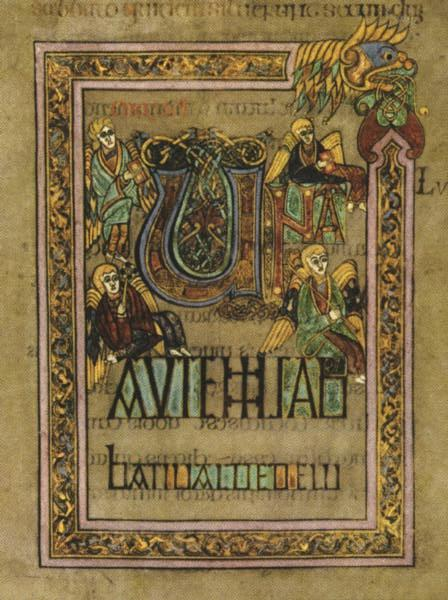
El folio 285º, llamado Una autem sabbati valde, fue redactado por un amanuense llamado «Mano A».
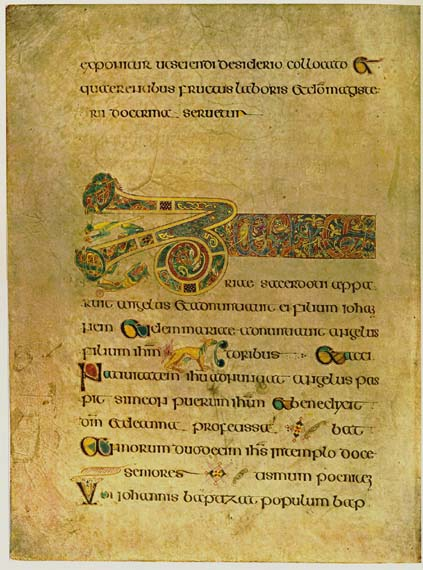
El folio 19 contiene el inicio de las Breves causae del Evangelio según Lucas.
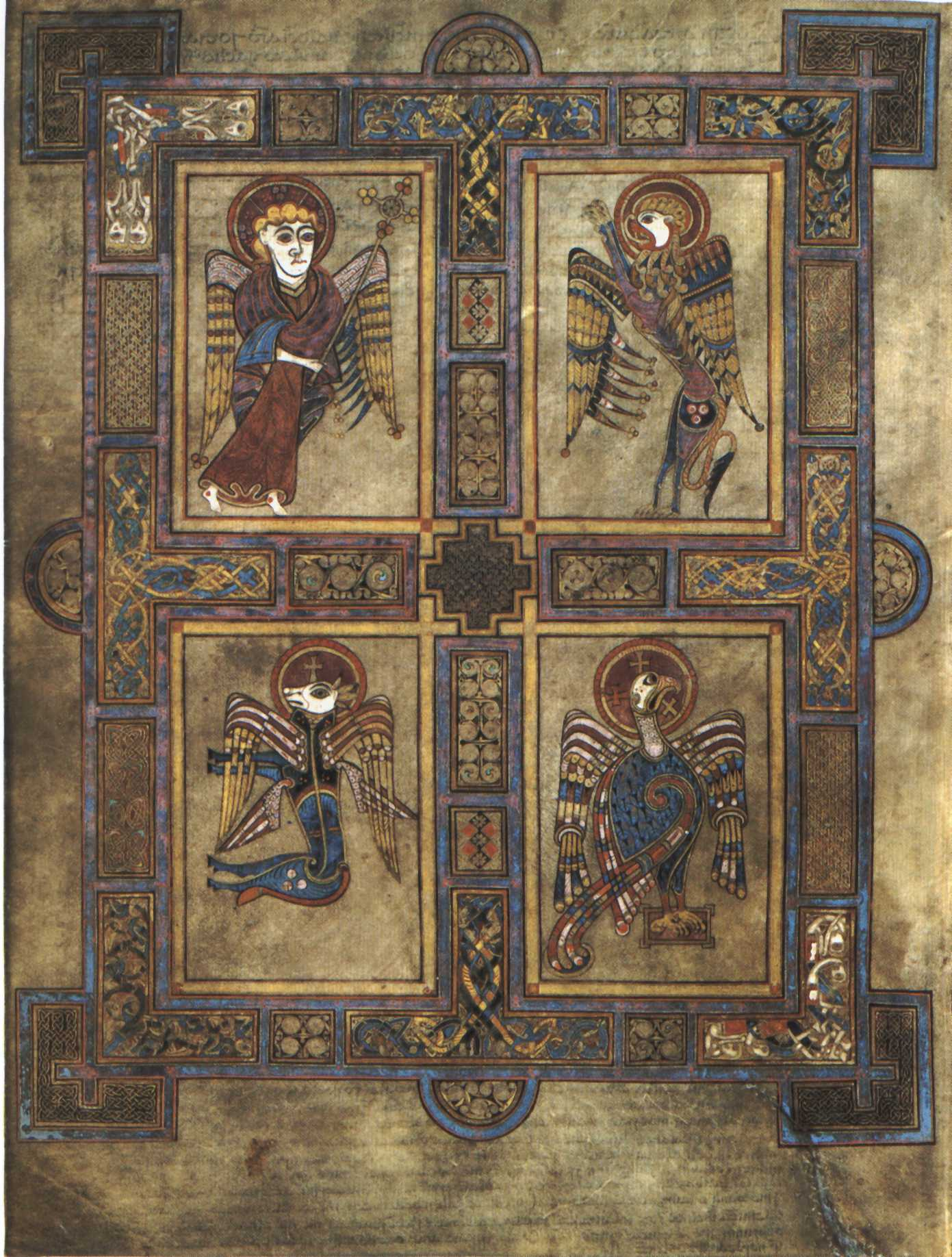
El folio 27º contiene los cuatro símbolos evangélicos.
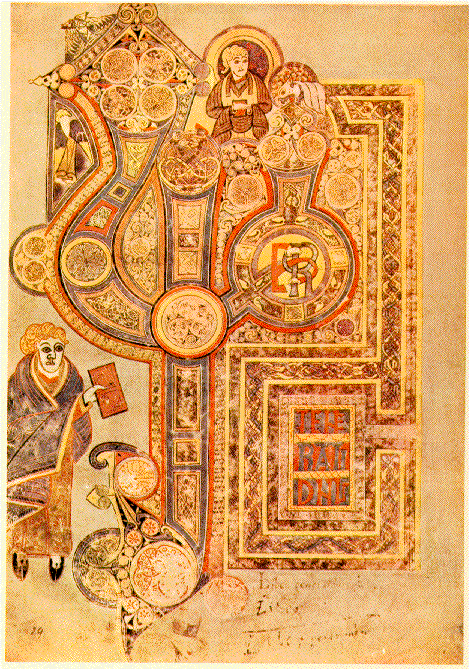
El folio 29 contiene el íncipit del Evangelio de Mateo, llamado Liber generationis. Compárese esta imagen con la página correspondiente de los ne Evangelios de Lindisfarne, en particular la forma del monograma Lib.
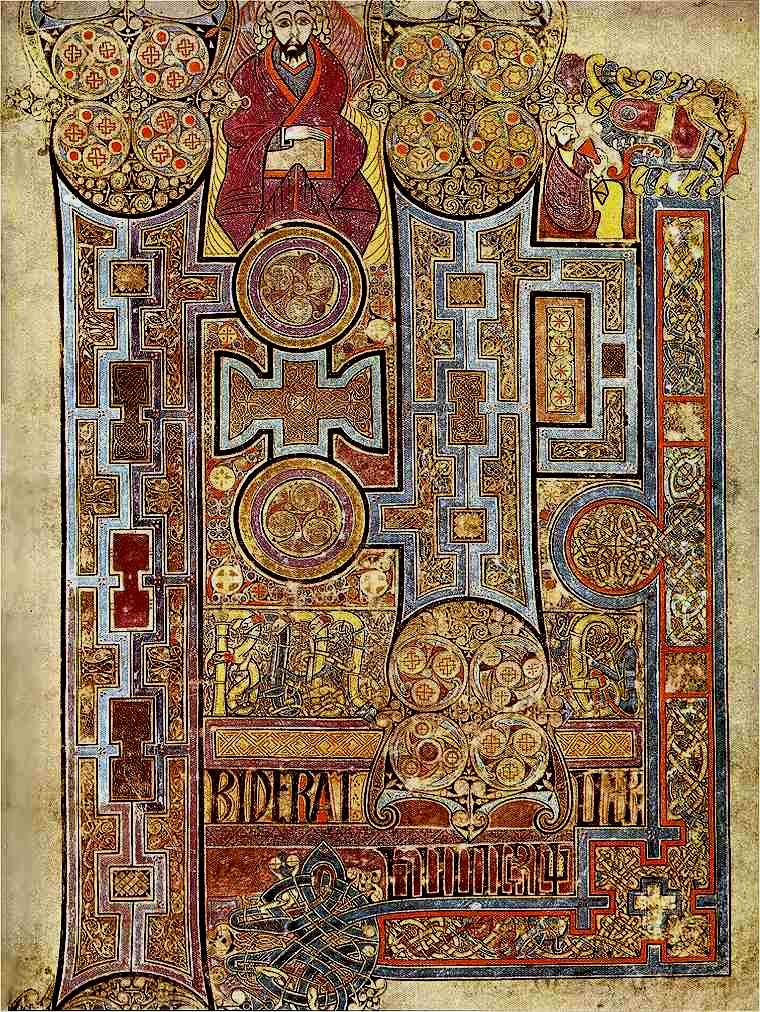
Esta página (folio 292) contiene el texto ricamente decorado de introducción al Evangelio de Juan.

### Otras lecturas
- Alexander, J. G. G. Insular Manuscripts: Sixth to Ninth Century. London: Harvey Miller, 1978
- Alton, E. H. and P. Meyer Enageliorum quattor Codex Cenannensi. 3 vols. Bern: Urs Graf Verlag, 1959-1951.
- Brown, T. J. "Northumbria and the Book of Kells". Anglo-Saxon England I (1972): 219-246.
- Friend, A. M., Jr. "The Canon Tables of the Book of Kells". In Mediæval Studies in Memory of A. Kingsley Porter, ed. W. R. K. Koehler. Vol. 2, pp. 611-641. Cambridge, Mass.: Harvard University Press, 1939.
- Hopkins-James, Lemur J. The Celtic Gospels, Their Story and Their Texts. London: Oxford University Press, 1934.
- Lewis, Susanne. "Sacred Calligraphy: The Chi Rho Page in the Book of Kells" Traditio 36 (1980): 139-159.
- McGurk, P. "Two Notes on the Book of Kells and Its Relation to Other Insular Gospel Books" Scriptorium 9 (1955): 105-107.
- Mussetter, Sally . "An Animal Miniature on the Monogram Page of the Book of Kells" Mediaevalia 3 (1977): 119-120.
- Nordenfalk, Carl "Another Look at the Book of Kells" In Festschrift Wolgang Braunfels, pp. 275-279. Tubingen: Wasmuth, 1977.
- Nordenfalk, Carl, Celtic and Anglo-Saxon Painting: Book Illumination in the British Isles 600-800. New York: George Braziller, 1977.
- Powell, Roger. "The Book of Kells, the Book of Durrow, Comments on the Vellum and the Make-up and Other Aspects" Scriptorum 10 (1956), 12-21.
- Sweeney, James J. Irish Illuminated Manuscripts of the Early Christian Period. New York: New American Library, 1965.
- Werner, Martin "The Madonna and Child Miniatures in the Book of Kells". Art Bulletin 54 (1972): 1-23, 129-139.